# مقاطعة بورتج (أوهايو)
مقاطعة بورتج (بالإنجليزية: Portage County)‏ هي إحدى مقاطعات ولاية أوهايو في الولايات المتحدة الأمريكية.

## أعلام
- عزرا بي. تايلور
- ريتشارد مايرز
- ألونزو أ. سكينر
- لورينزو سنو
- روبرت إي. كوك